# Вассана
Вассана — сезон дождей в Индии и странах Юго-Восточной Азии. Важнейшее время в жизни буддийской общины в этих странах, когда буддийские монахи проводят время в монастырях (вихарах, «вихара» — букв.: «обитель», санскр.), занимаясь преимущественно медитативными практиками и изучением канонических сочинений и комментариев к ним. Сезон дождей длится примерно четыре месяца с июля по октябрь. В это время передвижения буддийских монахов прекращаются (норма их жизни — странствия).
Отражение этого аспекта жизни сангхи (буддийской общины) нашло место в самых древних буддийских писаниях на языке пали (например в Сутта-нипате, входящей в палийский буддийский канон), а также и в санскритских и китайском канонах.